# Universidad de África Oriental, Baraton
La Universidad de África Oriental (en idioma inglés: University of Eastern Africa, Baraton) es una universidad privada keniana, operada y administrada por la Iglesia Adventista del Séptimo Día.
- Datos: Q662087